# 駒宮功額
駒宮 功額（こまみやこうがく、1929年-2007年）は日本の防災研究者。

## 略歴
東京都千代田区神田に生まれる。東京理科大学卒業の後、労働省産業安全研究所入所。技官として勤務し、爆発や過剰酸素火災など化学的災害、廃棄物焼却処理等について研究を行う。1996年～97年にかけては、韓国ソウル市立大学客員教授に着任。その後、特定非営利活動法人災害情報センターの理事を務め、災害データベースの整備を手がけた 。また、防災都市計画研究所災害情報研究部顧問　早稲田大学理工学総合研究センターの職を兼務した。
2007年11月、死去する。

## 著作・製作

### 書籍
- 駒宮功額著『技術発展と事故―２１世紀の「安全」を探る』（中央労働災害防止協会、2001年） ISBN 4805907797[1]

### 雑誌（寄稿など）
- 若倉正英・駒宮功額著「有機物の発火事故と発火性評価（１）」『災害の研究』（第22巻）[4]

### 映像
- 駒宮功額監修『〈改訂版〉酸欠症等の災害事例と安全作業のポイント～酸素欠乏危険場所で働く皆さんに～』(株式会社PRC)[2]